# Битка при Курск
Битката при Курск е една от големите операции на Източния фронт. В нея вземат участие 4 милиона войници, 13 000 бронирани машини, 50 000 оръдия и 12 000 самолета. Това е последната голяма немска офанзива срещу Червената армия. Част от битката при Курск е и най-голямата танкова битка в историята.
Поражението при битката при Сталинград (1942 – 1943 г.) и последвалото зимно руско настъпление водят до образуването на издатина, в контролираната от германските войски територия, с ширина около 192 км и дължина 120 км около град Курск. Адолф Хитлер вижда в редуцирането ѝ възможност за връщане на загубения престиж и изгубената стратегическа инициатива. Битката при Курск се води от 5 юли до 23 август 1943 г. в района на Курската дъга. Немските офанзивни операции приключват на 13 юли. Според съветските историци битката при Курск приключва на 23 август, след превземането на Харков.

## Планове

### Германски план (Операция „Цитадела“)
Германският план, наречен операция „Цитадела“, включва атака в 2 направления – по северната и южната граница на издатината. 2-те настъпления трябва да се срещнат зад съветските войски, защитаващи издатината. Нападението в северна посока е под ръководството на фелдмаршал Гюнтер фон Клуге, командващ на група армии „Център“. Водена от два танкови корпуса 9-а армия, под командването на Валтер Модел, атакува в близост до Орел. Нападението в южна посока е под ръководството на Ерих фон Манщайн, главнокомандващ на група армии „Юг“. Там 4-та танкова армия на Херман Хот атакува в посока север край Белгород.
Първоначално Адолф Хитлер отлага началната дата на операцията за след 1 май, след това за юни, а накрая за юли. Целта е натрупване на танкови формации, в състава на които влизат новите танкове Пантера и Тигър, както и самоходните противотанкови оръдия Елефант.

### Съветски план
Съветското командване получава сведения за подготовката на германското настъпление и взема решение за временно преминаване към отбрана на Курската дъга, за да спре настъплението на противника и да създаде благоприятни условия за преминаване в контранастъпление. Северната част на Курската дъга е отбранявана от войските на Централния фронт с командващ генерал Константин Рокосовски, а южната част е отбранявана от войските на Воронежкия фронт с командващ генерал Николай Ватутин. В тила им е съсредоточен мощен стратегически резерв – Степният фронт с командващ генерал-полковник Иван Конев, чиято цел е извършване на контранастъпление в подходящ момент. Координацията на действията се осъществява от представителите на Главното командване – маршалите Георгий Жуков и Александър Василевски.

## Въоръжение и човешки ресурси
В района на Курската дъга са съсредоточени 50 германски дивизии (от тях 19 са танкови и моторизирани), 2 танкови бригади, 3 независими танкови батальона и 8 дивизиона щурмови оръдия, влизащи в състава на 9-а, 2-ра танкова, 4-та танкова армия и оперативна група „Кемпф“. Германските войски, включени в настъплението, наброяват 900 000 души, около 10 000 оръдия и минохвъргачки, около 2700 танка и щурмови оръдия и 2000 самолета. Към фланговете на ударните групировки действат около 20 други дивизии.
В периода април-юни на Курската дъга съветските войски създават сложни отбранителни съоръжения. За целта са привлечени близо 300 000 цивилни. В началото на юли на Курската дъга Червената армия разполага с повече от 1,2 млн. души (1 272 700), около 20 000 оръдия и минохвъргачки, около 3600 танка и самоходни оръдия и около 2800 самолета. В бойните действия участват 6 армии, 5 танкови и 1 механизиран корпус, 19 дивизии и 1 бригада. В рамките на битката при Курск са проведени 2 отбранителни операции – в направленията Орел – Курск и Белгород – Курск.

## Военни действия
Германските войски започват настъплението на 5 юли 1943 г. За 5 дни в северната част на Курската дъга силите на Вермахта успяват да проникнат на 10 – 12 км в отбраната на Червената армия. В южната част немските войски успяват да се представят по-добре, но успяват да проникнат само на около 35 км.
На 12 юли в битката се включват съветските стратегически резерви. В района на с. Прохоровка става едно от най-големите в историята на войните танково сражение, в което от двете страни участват 1500 танка и самоходни оръдия и много авиация. За един ден германците загубват повече от 350 танка и повече от 10 000 души. На 12 юли е преломът в Курската битка – германската армия преминава към отбрана и от 16 юли започва отстъпление. Войските на Воронежкия (а от 19 юли и на Степния фронт) започват преследване и отблъскват германските войски на изходното им положение. На 12 юли в настъплението се включват и войските на Западния фронт с командващ генерал-лейтенант Василий Соколовски и Брянския фронт с командващ генерал-полковник Маркиан Попов. На 26 юли германските войски отстъпват Орел, който е окончателно освободен на 5 август.
В резултат на контранастъплението Червената армия се придвижва на 140 км на запад и създава условия за общо настъпление за превземане на Украинската ССР.

## Загуби
След Курската битка около 30 германски дивизии излизат от строя, от които 7 танкови. Общите загуби на германците са повече от 500 000 души. От тях убитите са около 70 000 души. Загубите в техника наброяват 2900 танка, 195 самоходни оръдия, 844 артилерийски оръдия и 1392 самолета.
По време на битката при Курск, между 5 юли и 23 август, Червената армия губи 70 330 войници, а са ранени още 107 517. При съпътстващите я съветски контранастъпателни операции (операции Кутузов и Румянцев) загиват 225 058, а са ранени 501 316 души.
Битката при Курск извършва коренен прелом в хода на войната на Източния фронт и съществено влияе върху хода на Втората световна война. След нея стратегическата инициатива окончателно преминава в ръцете на съветското командване.